# Banco prova
Il banco prova è uno strumento di misura, progettato per il rilevamento delle caratteristiche meccaniche dei motori; della potenza, della coppia motrice e dei consumi. Permettono di rilevarne le caratteristiche nei diversi regimi di funzionamento dal regime minimo fino a quello massimo consentito dalle caratteristiche intrinseche (o dal limitatore di giri montato su quasi tutti i motori endotermici a partire dagli anni settanta).

## Funzionamento
Un banco prova è essenzialmente costituito da un dispositivo in grado di applicare una coppia resistente modulabile all'asse del motore in prova; questa si basa su vari tipi di freno che possono essere meccanici, idraulici o elettrici a correnti parassite.
Un banco di tipo semplice è costituito da un basamento, che prende il nome di base sismica, ove viene fissato il motore da provare. Al suo albero, il punto da cui esso trasmette il moto, (di norma l'albero secondario del cambio per i motori motociclistici e l'albero motore per i motori da autotrazione) viene collegato un dispositivo di freno dinamometrico. Questo è supportato sul suo asse da cuscinetti ben dimensionati; è flottante ed al naturale movimento che assumerebbe se lasciato libero si contrappone il sistema di misura dalla coppia, che può essere meccanico (bilancia) o elettronico (cella di carico o flangia torsiometrica).
Per il controllo di motori montati su veicoli sono oggi diffusi banchi prova dinamici dotati di freno dinamometrico a correnti parassite che prevedono il test direttamente dallo pneumatico posteriore. Sono composti da un rullo, di notevoli dimensioni e peso (diametro di circa 50 cm per 150 kg di massa), che viene posto in rotazione dalla ruota motrice, e un modulo elettronico di elaborazione e raccolta delle grandezze espresse dalla cella di carico e/o dal rilevatore del numero di giri del rullo stesso. Il funzionamento di questi dispositivi frenanti è basato sul principio delle "correnti parassite" o "correnti di Foucault", che vengono generate dal movimento di parti metalliche all'interno di un campo magnetico producendovi una modificazione di flusso, cui corrisponde una forza frenante (perciò si parla di freni elettromagnetici). 
Di massima il freno è costituito da un rotore e da un disco polare, a forma stellare, che ruota fra due camere di raffreddamento integrate nel corpo frenante, sedi di un campo magnetico prodotto da una bobina eccitata in corrente continua.

La rotazione del disco polare provoca una variazione nel tempo del flusso magnetico, generando le correnti parassite sullo strato metallico delle superfici delle camere di raffreddamento; queste correnti indotte si oppongono alla variazione del flusso magnetico e, di conseguenza, al movimento del rotore.

## Principio su cui si basa la misurazione
La forza generata dall'azione frenante del freno, viene contrastata con una forza uguale e contraria da parte dello statore, per via del principio di azione e reazione, in questa situazione l'intero corpo frenante, che è supportato all'estremità dell'albero da due cuscinetti inizierebbe a ruotare su sé stesso, ma questo viene impedito dalla "cella di carico".
La cella di carico è costituita da un insieme di estensimetri a resistenza, uniti a formare un ponte di Wheatstone (che consente una precisa misurazione della resistenza elettrica) e racchiusi in una custodia metallica di protezione.
La forza da misurare deforma leggermente l'elemento di misura provocando una variazione di resistenza elettrica degli estensimetri proporzionale alla forza stessa, il segnale che ne deriva (dell'entità di pochi millesimi di Volt) viene amplificato ed elaborato, e permette di ricavare il valore della coppia motrice, questo valore assieme al numero di giri rilevati, si risale al valore della potenza massima.

## Luogo della prova
Per poter effettuare una prova corretta bisogna adoperare vari accorgimenti:
- Ventilatori, per il raffreddamento del motore del mezzo in prova
- Slitta regolabile, per il fissaggio del veicolo sul banco
- Personal computer, che serve a visualizzare e registrare i risultati delle prove

Inoltre l'intero complesso deve essere installato in un locale con atmosfera controllata, ossia il più possibile omogenea e indipendente dal periodo dell'anno e dalle condizioni meteo, ciò per evitare difformità di misurazione dovute a variazioni di temperatura, pressione atmosferica o tasso di umidità tanto grandi da non poter rientrare nel range ammesso dai pur validi software per la correzione dei fattori ambientali.

## Tipo di misurazione
Con i banchi prova è possibile rilevare la potenza e coppia motrice in due modalità:
- Inerziale
- Dinamometrico (frenato)

In entrambi i casi, una volta fissato il mezzo sull'apparecchiatura, bloccando l'avantreno o retrotreno (a seconda della trazione o tipologia di bloccaggio) nella posizione opportuna per collocare la ruota/e motrice sul rullo, si avvia il motore (che deve essere a temperatura di regime) e si accelera cambiando marcia sino a innestare il rapporto più lungo.
Dopodiché si rallenta sino al minimo regime sostenibile per poi spalancare l'acceleratore fino a far guadagnare al motore tutti i giri di cui è capace, questa procedura, in gergo tecnico, si chiama "rampa" oppure "lancio".

### Inerziale
Con la prova al banco di tipo inerziale, si sfrutta la massa del rullo e l'accelerazione impartitagli dal mezzo in prova, senza che il freno venga attivato, questo tipo di prova e molto rapido, ma non permette di verificare la corretta curva del motore, dato che l'inerzia del rullo nasconde/ armonizza incertezze o buchi d'erogazione.

### Frenata
Con la prova al banco di tipo frenata (controllata), prevede che il freno a correnti parassite o un freno idraulico sia attivo e si ottiene una misurazione più precisa e rappresentativa delle reali potenzialità del mezzo in prova, Inoltre si ha la possibilità d'impostare il "tempo di rampa" (generalmente non meno di 30 secondi), o di eseguirla "a punti" per un determinato intervallo di numero di giri, in modo da avere un risultato più che affidabile.

Non per niente, il metodo del banco con freno attivato è quello normalmente usato dai costruttori o dai preparatori per eseguire le mappature delle centraline elettroniche o digitali.

## Punto di misurazione
Il punto di rilevamento della potenza e coppia del motore può essere diverso:
- All'albero, in questo caso l'albero motore è collegato direttamente al freno dinamometrico e testato senza che questo sia collegato ai organi della trasmissione.
- Al pignone o al mozzo del cambio, il rilevamento viene eseguito con il mezzo privo della/e ruota/e di trazione e dell'organo di trasmissione, quindi il banco dinamometrico viene calettato sul mozzo d'uscita del cambio al posto del pignone o albero di trasmissione.
- Alla ruota, il rilevamento viene eseguito con il mezzo privo della/e ruota/e di trazione e il banco dinamometrico calettato sul mozzo-ruota.
- Allo pneumatico o al rullo, il rilevamento viene eseguito con il mezzo completo, facendo ruotare la/e ruota/e sul rullo.

Queste misurazioni portano ad avere risultati diversi, perché a seconda del punto di misurazione ci sono diverse dispersioni dell'energia trasmessa, per esempio nella rilevazione all'albero si ha la minore dispersione possibile, che è data dalle superfici di contatto del motore e dai cuscinetti, bronzine o boccole che ne permettono la rotazione, mentre con il rilevamento al pignone si ha la dispersione data dal sistema di cambio (a variazione continua/variomatic, mentre con il rilevamento alla ruota si ha la dispersione data dal sistema di cambio (a variazione continua/variomatic o manuale), dall'olio della trasmissione quando questo è presente e dalla trasmissione finale (catena, cinghia o albero), mentre nel rilevamento allo pneumatico si ha anche la dispersione data dallo pneumatico.
La misurazione alla ruota ha nella maggior parte dei casi un valore intermedio tra la potenza all'albero e la potenza al rullo, mentre la misurazione al pignone ha generalmente un valore intermedio tra potenza alla ruota e potenza all'albero.

## Misurazione delle perdite
Una fase importante della prova è la misurazione delle perdite, che possono essere rilevate in vario modo, principalmente in modo inerziale o frenato (coast-down), ma che non tutti i banchi prova ne sono capaci.

Questa rilevazione permette di determinare l'esatta misura degli assorbimenti generati dagli organi di trasmissione, attriti interni del motore e dallo pneumatico, che consiste di portare il motore al massimo per poi azionare la frizione e lasciare diminuire progressivamente la velocità di rotazione della ruota di trazione e del rullo, sino a fermarsi, quindi fino ad aver scaricato tutta l'energia precedentemente accumulata per mettere in movimento il rullo.
La curva che si ricava dopo tale rilevamento è di natura esponenziale rispetto al numero di giri, per questo motivo, i mezzi più veloci e con pneumatici più abbondanti sono anche quelli che risultano globalmente più penalizzati dalle perdite per attrito.
Il banco è dotato di un software che consente, partendo dai valori di potenza al rullo, di parametrizzarli con i valori di perdite, e con ciò fornire anche la potenza all'albero motore.

Tale prova può essere utilizzata anche per la taratura del banco stesso.

## Procedura della prova
Per l'esecuzione della prova è prima di tutto necessario assicurare il mezzo di trasporto o il motore in modo appropriato, in modo da evitare che vi sia uno spostamento dello stesso durante la prova, con conseguenti problemi di sicurezza.

Successivamente è necessario impostare valori preliminari corretti e necessari per il corretto calcolo dei parametri misurati da parte del software, oltre a poter posizionare varie sonde per migliorare l'associazione dei dati e automatizzare alcuni parametri.

Lancio della prova, da cui si eseguono i primi test e avvia il rullo, per poi avviare la misura effettiva della potenza alla ruota, al raggiungimento del regime massimo si lascia rallentare il mezzo per misurare le perdite del mezzo e tramite esse ricavare la potenza alla frizione (si aziona la frizione), nel caso del banco prova motore e quindi direttamente dall'albero motore si ricava la potenza all'albero motore ed delle perdite del solo motore per ottenere la potenza motore.

Infine si attuano i fattori di correzione per avere la reperibilità delle prove, questa correzione si attua tramite tabelle normate e approvate internazionalmente e che riducono le variabili generate dalle condizioni ambientali della prova (temperatura ambiente, umidità e pressione assoluta), le tabelle più conosciute sono, D.I.N. (utilizzata in Italia prima della CE 95/01), S.A.E. (utilizzata negli Stati Uniti), E.E.C. (europea CE 95/01).